# Manuel María Lejarreta
Manuel María Lejarreta Lobo (Vitoria, 23 de abril de 1960) es un diplomático español. Embajador de España en Angola (desde 2021).

## Carrera diplomática
Licenciado en Derecho, ingresó en 1987 en la carrera diplomática. Ha estado destinado en las representaciones diplomáticas españolas en Guinea Ecuatorial, Chile e Indonesia. Fue jefe del Área de Filipinas y Asuntos del Pacífico, subdirector general de Asia Continental y consejero en la embajada de España en Argentina. En 2006 fue nombrado subdirector general de Países del MERCOSUR y Chile.
Fue Embajador de España en Guatemala (2011-2015).
En diciembre del 2014, fue nombrado Embajador de la Paz de Guatemala por el Ministerio de Relaciones Exteriores de Guatemala como parte de la ceremonia del cambio de la Rosa de la Paz en el patio central del Palacio Nacional de la Cultura.